# Mikey García
Mikey García est un boxeur mexicano-américain né le 15 décembre 1987 à Ventura en Californie.

## Carrière
García a commencé sa carrière amateur à l'âge de quatorze ans. Il a gagné le championnat national junior des Golden Gloves en 2004, et en 2005 le championnat national de la ligue athlétique de police.
Il combat pour la première fois en professionnel le 14 juillet 2006 à l'âge de 18 ans. Jusqu'en janvier 2010, il remporte 20 victoires, dont 17 par KO. Il rencontre le vétéran Tomas Villa pour le titre de champion des États-Unis USBA en 2010, combat qu'il remporte au 10e round. Le 26 mars 2011, il s'empare des ceintures de champion nord-américain NABO et NABF face à Matt Remillard, invaincu en 24 combats. Il défend deux fois ces ceintures en 2011.
Après une nouvelle victoire avant la limite contre Jonathan Victor Barros fin 2012, Miguel Ángel remporte le titre de champion du monde des poids plumes WBO le 19 janvier 2013 aux dépens d'Orlando Salido, le mexicain étant notamment allé deux fois au tapis au premier round puis une fois à la 3e et à la 4e reprise. Malheureusement, il perd son titre le 14 juin 2013 à la veille de son combat suivant contre Juan Manuel López (qu'il remportera par arrêt de l'arbitre au 4e round) pour ne pas avoir respecté la limite de poids autorisée.
Passé dans la catégorie supérieure, il affronte le 9 novembre 2013 le boxeur portoricain Román Martínez, champion WBO des super-plumes. Mis au sol au second round sur un contre, Garcia inverse progressivement la tendance et met finalement KO au 8e round son adversaire sur un crochet gauche au foie. Il conserve sa ceinture le 25 janvier 2014 en dominant aux points le mexicain Juan Carlos Burgos puis la laisse vacante le 15 octobre 2014.
García ne combat plus pendant deux ans et après un retour victorieux en 2016, il s'empare de la ceinture WBC des poids légers le 28 janvier 2017 grâce à sa victoire par KO au 3e round contre Dejan Zlaticanin. Le 29 juillet 2017, il bat aux points en super-légers Adrien Broner puis devient champion IBF de la catégorie le 10 mars 2018 en s'imposant aux points face à Sergey Lipinets.
Mikey García laisse sa ceinture des super-légers vacante en avril 2018 tout en conservant la ceinture WBC des poids légers et le 28 juillet 2018, il remporte aux points le combat de réunification contre Robert Easter Jr., champion IBF de la catégorie. Le 30 octobre 2018, il laisse à son tour cette ceinture IBF vacante et accepte un combat pour le titre IBF des poids welters face à Errol Spence Jr., combat qu'il perd nettement aux points le 16 mars 2019.